# سليمان بن خالد بن الوليد
سليمان بن خالد بن الوَلِيد المخزومي القرشيّ  (نحو 10 ق.هـ - 21 هـ / 612 - 642م): صحابي، وهو الابن الأكبر لخالد بن الوليد، وبه كان يكنى. وكان فارساً مقداماً من الشجعان، شهد مع أبيه الفتوحات العربية الإسلامية أيام خلافة عمر بن الخطاب، وقتل في فتح صعيد مصر سنة 21 هـ.

## حياته وسيرته

### نسبه
- أبوه: خالد بن الوليد بن المُغِيرة بن عبد الله بن عمرو بن مخزوم بن يقظة بن مرة بن كعب بن لؤي بن غالب بن فهر بن مالك بن قريش.
- أمه: كبشة بنت هوذة بن أبي عمرو بن عدي بن أمية بن عبد الله بن رزاح بن ربيعة بن حرام بن ضنة بن عبد بن كثير بن عذرة بن سعد هذيم بن زيد بن ليث بن سود بن أسلم بن الحاف بن قضاعة.[3]

### نشأته
نشأ سليمان في مكة المكرمة، وهو الابن الأكبر لخالد بن الوليد أحد أعظم القادة في تاريخ العرب العسكري، والذي أسلم في السنة السابعة للهجرة، وكان له دور مميز في المعارك مع النبي محمد، حتى لقَّبه الرسول ﷺ بـ«سيف الله». ولسليمان أربعة أخوة - غير أشقاء - وهم كالآتي: 
- المهاجر بن خالد: له صحبة، ويعد من غلمان الصحابة، شهد مع والده فتوح الشام في خلافة عمر، وشهد مع علي بن أبي طالب حروبه، وفقئت عينه يوم الجمل وقتل في يوم صفين.[4]
- عبد الله الأكبر بن خالد: له صحبة، شهد مع أبيه الفتوحات، وقتل على الأشهر في فتح ابيه للعراق سنة 12 هـ،[5][6] وزعم ابن حجر أنه قتل في معركة اليرموك.[7]
- عبد الرحمن بن خالد: أدرك النبي صلى الله عليه وسلم ورآه. شهد مع أَبيه في فتوح الشام، وكان معاوية يستعمله على غزو الروم في خلافة عمر.[8] ولاه عثمان بن عفان ولاية حمص، وشهد مع معاوية حرب صفين ضد الخليفة علي بن أبي طالب.[9]
- عبد الله الأصغر بن خالد: أصغر أخوة سليمان، وسمى على اسم أخيه عبد الله الذي قتل في الفتوحات، وقد سُمّي عبد الله الأصغر لأنه ولد بعد وفاة أخيه عبد الله الأكبر.[10]

ولجميع أخوة سليمان - عدا عبد الله الأصغر - رؤية للنبي ﷺ وهم غلمان، ويعدهم المؤرخون من صغار الصحابة، فبذلك لسيلمان صحبة أقدم من أخوته، حيث أجمع المؤرخون أنه أكبر أبناء خالد بن الوليد، قال ابن حجر: «سليمان بن خالد بن الوليد بن المُغيرة المخزوميّ: كان أبوه يُكْنَى به، وكان أكبر ولده».

## وفاته
شهد سليمان وأخوته مع ابيهم فتوح العراق والشام، وهو أحد الأبطال كأبيه. وفي فتح وردان أحاطت به فرقة من الروم من كل جهة، وقاتلهم حتى قطعت يده اليمنى فتناول السيف بيده اليسرى وصار يضرب بها حتى قطعت الأخرى، ثم طعنوه في صدره وسقط قتيلاً، وأنشد عمار بن ياسر فيه:.
ولمَا وصل الخبر إلى خالد بن الوليد، هطلت مدامعه على وجنتيه أحَرَّ من الجمر، ثم جعل يسترجع ويقول في رثاء ابنه سليمان: